# Phalacromyrmex fugax
Phalacromyrmex fugax  (лат.) — вид мелких муравьёв (Formicidae) из подсемейства Myrmicinae, единственный в составе монотипического рода Phalacromyrmex Kempf, 1960.

## Распространение
Южная Америка: Бразилия.

## Описание
Длина рабочих муравьёв около 4 мм (самки и самцы неизвестны). Голова почти квадратной формы с округлыми передними и задними углами (длина головы 0,87—0,94 мм, ширина — 0,89—0,96 мм. Основная окраска тёмно-коричневая (ноги светлее). Мандибулы, короткие, широкотреугольные, с 6 зубцами. Усики состоят из 11 сегментов, булава 2-х члениковая. Глаза мелкие, расположены вентролатерально ниже глубоких усиковых бороздок, в которых спрятаны основания усиков. Формула щупиков 3,2 (3 нижнечелюстных и 2 нижнегубных сегмента). Стебелёк между грудкой и брюшком состоит из двух члеников: петиолюса и постпетиолюса (последний четко отделен от брюшка). Брюшко овальное, гладкое и блестящее.

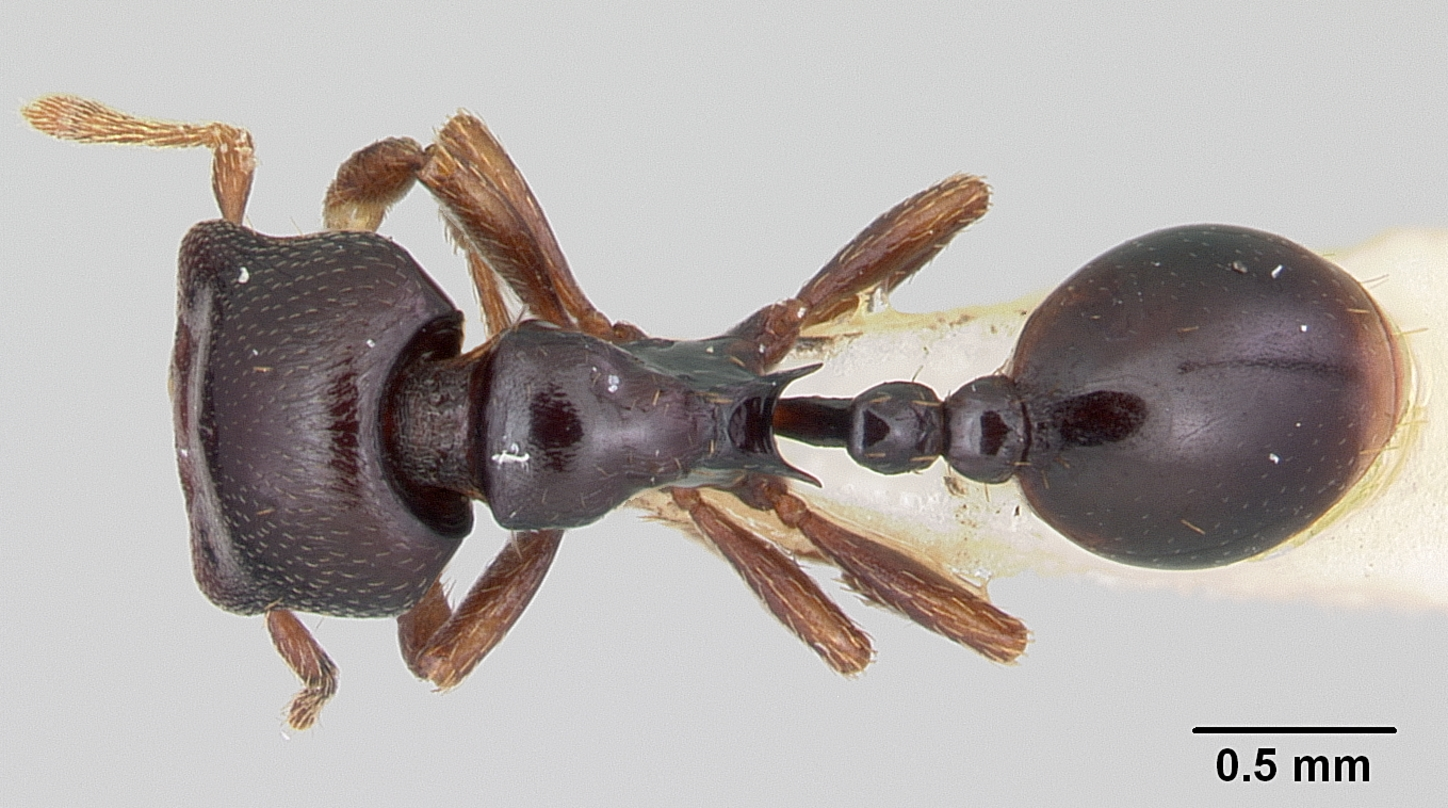
Вид сверху
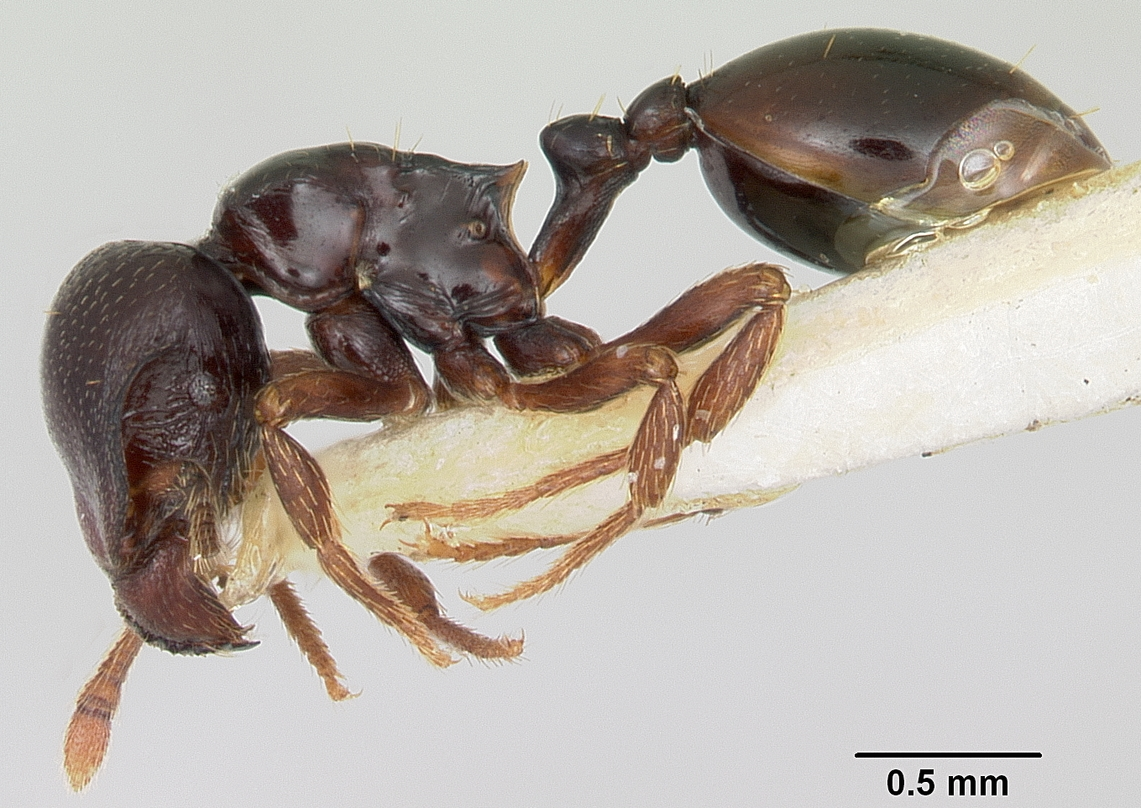
Вид сбоку

## Систематика и этимология
Вид Phalacromyrmex fugax относится к отдельной трибе Phalacromyrmecini. Иногда его относят к трибе Dacetini (Baroni Urbani & De Andrade, 1994; 2007), от которой отличается формулой щупиков и другими деталями строения. Вид был впервые описан в 1960 году бразильским мирмекологом Вальтером Кемпфом (Walter W. Kempf, Сан-Пауло, Бразилия). Родовое название Phalacromyrmex происходит от слов phalacros (лысая голова) и myrmex (муравей).